# Konrad von Alberti
Konrad von Alberti (Stoccarda, 17 luglio 1894 – Stoccarda, 1º agosto 1967) è stato un generale tedesco della Wehrmacht durante la seconda guerra mondiale e che venne decorato con la Croce di Cavaliere della Croce di Ferro.

## Biografia
Von Alberti entrò nell'esercito come ufficiale nel 1914 dopo aver frequentato l'apposita scuola di formazione e venne assegnato al 119º reggimento granatieri "regina Olga" del Wurttemberg, col quale rimase per tutto il primo conflitto mondiale.
Dopo la guerra, divenne istruttore presso l'accademia militare dal 1º gennaio 1935, dove insegnò fino al 12 ottobre 1937, venendo promosso tenente colonnello dal 1º gennaio 1937. Divenne quindi comandante del 2º battaglione del 50º reggimento di fanteria tra il 12 ottobre 1937 ed il 24 settembre 1939 e dal 24 settembre al 10 novembre 1939 fu comandante del 284º reggimento di fanteria.
Dopo essere diventato colonnello il 1º novembre 1939, venne promosso ad altri incarichi di comando.
Dal 2 al 30 maggio 1942 fu comandante provvisorio della 1ª armata di Panzer. Divenne quindi comandante del 179º reggimento di fanteria il 20 giugno 1942 e, dopo essere stato ferito, rimase in un ospedale militare dal 7 al 22 gennaio 1943 e poi in riserva fino al 17 aprile 1943. Durante questo periodo, fu promosso a maggiore generale il 1º aprile 1943 ed assegnato al quartier generale del gruppo militare sud fino al 16 maggio 1943. Il 16 maggio 1943 divenne il successore del tenente generale Maximilian Siry come comandante della 246ª divisione di fanteria ed esercitò tale compito sino alla sua sostituzione con il maggiore generale Heinz Fiebig il 12 settembre 1943. Nel 1943 si ritirò con la sua divisione insieme alla IX armata verso Duchovshchina.
Dopo essere tornato in riserva dal 12 al 28 settembre 1943, Alberti fu incaricato tra il 28 settembre e il 15 novembre 1943 di rivedere l'educazione e l'addestramento degli ufficiali nella scuola di guerra di Stoccarda. Prestò quindi servizio dal 15 novembre 1943 al 18 luglio 1944 come capo dello staff dell'istruzione della XIII scuola di guerra di Norimberga e tra il 18 luglio ed il 30 settembre 1944 come capo del comando di collegamento con la 182ª divisione impegnata al fianco della Repubblica Sociale Italiana. Quindi fu nuovamente posto in riserva e prese il posto del comandante di Mannheim dal 25 ottobre al 1 novembre 1944. Divenne comandante del "gruppo Alberti" che da lui prese il nome e col quale rimase dal 26 marzo al 5 maggio 1945, giorno in cui fu fatto prigioniero. Rilasciato il 26 giugno 1947, si ritirò a Stoccarda dove morì nel 1967.

## Opere
- Unterführer-Merkbuch für die Schützen- und Maschinengewehr-Kompanie, Mitautor Fritz Kühlwein, E.S. Mittler & Sohn, Berlino, 9. Auflage 1939
- Schützenzug und Kompanie im Gefecht, Mitautor Fritz Kühlwein, E.S. Mittler & Sohn, Berlino, 5. Auflage 1940